# Aerobiz
Aerobiz – turowa gra ekonomiczna stworzona przez KOEI w 1992 roku. Doczekała się sequela o nazwie Aerobiz Supersonic.
Gracz wciela się w dyrektora generalnego firmy lotniczej. Rywalizuje ona z 3 innymi liniami lotniczymi o bycie głównym usługodawcą na rynku lotniczym. By to osiągnąć, musi tworzyć linie lotnicze pomiędzy 22 istniejącymi miastami na świecie, negocjować z miastami liczbę dostępnych połączeń, kupować/sprzedawać samoloty, inwestować w reklamę czy budować hotele i nowe siedziby firmy. Ważną rolę odgrywają comiesięczne raporty, pokazujące stan finansów oraz pozycję na rynku.
Dostępna jest też gra wieloosobowa, dla maksymalnie czterech graczy.